# The Enemy Within (Zvezdna vrata SG-1)
The Enemy Within je naslov epizode znanstveno-fantastične serije Zvezdna vrata, v kateri se O'Neill na poti spoprijema s številnimi nevšečnostmi. Skupini želi priključiti novega člana, nezemljana po imenu Teal'c, ki je med reševanjem ekipe na kocko postavil svoje življenje. General Hammond O’Neillovega predloga ne sprejme, težave pa ima tudi Kawalsky, O’Neillova desna roka, ki se spopada z nenehnimi glavoboli. Povzroča jih ličinka, prisesana na njegove možgane. Njen namen je prevzeti Kowalskyjevo telo in odpotovati na drugo stran zvezdnih vrat.